# لوگان مارشال-گرین
لوگان مارشال-گرین (انگلیسی: Logan Marshall-Green؛ زادهٔ ۱ نوامبر ۱۹۷۶) بازیگر اهل ایالات متحده آمریکا است. وی دانش‌آموختهٔ دانشگاه نیویورک است و از سال ۲۰۰۳ میلادی تاکنون مشغول فعالیت بوده‌است.

## گزیده فیلمشناسی
از فیلم‌ها یا برنامه‌های تلویزیونی که وی در آن نقش داشته‌است می‌توان به آثار زیر اشاره کرد.
- تازش بزرگ (۲۰۰۵)
- از این‌سو تا آن‌سوی دنیا (۲۰۰۷)
- بهترین‌های بروکلین (۲۰۰۹)
- شیطان (فیلم ۲۰۱۰)[۲] (۲۰۱۰)
- پرومتئوس (فیلم)[۳] (۲۰۱۲)
- گور به گور (فیلم) (۲۰۱۳)
- سرمای شب می‌آید (۲۰۱۳)
- مادام بوواری (فیلم ۲۰۱۴) (۲۰۱۴)
- دعوت (فیلم ۲۰۱۵)[۴] (۲۰۱۵)
- اسنودن (فیلم) (۲۰۱۶)
- قلعه شنی (۲۰۱۷)
- مرد عنکبوتی: بازگشت به خانه (۲۰۱۷)
- ارتقا (فیلم)[۵] (۲۰۱۸)
- ۲۴[۶] (۲۰۰۵)
- او. سی (۲۰۰۵)
- کواری (۲۰۱۶)
- وقتی آنها ما را می‌بینند (۲۰۱۹)
- چگونه پایان می‌پذیرد (۲۰۲۱)
- چمدان (۲۰۲۴)